# 844

## Události
- Ludvík II. Němec poráží Obodrity

## Hlavy státu
- Velkomoravská říše – Mojmír I.
- Papež – Řehoř IV. – Sergius II.
- Anglie – Wessex a Kent – Ethelwulf
- Skotské království – Kenneth I.
- Východofranská říše – Ludvík II. Němec
- Západofranská říše – Karel II. Holý
- První bulharská říše – Presjan
- Byzanc – Michael III.
- Svatá říše římská – Lothar I. Franský